# يوفنتوس موسم 2009–10
كان موسم 2009–10 هو الموسم الـ112 لنادي يوفنتوس لكرة القدم في الوجود والموسم الثالث على التوالي في دوري الدرجة الأولى الإيطالي لكرة القدم.
على الصعيد المحلي، تنافس الفريق في الدوري الإيطالي، واحتل المركز السابع، وكذلك في كأس إيطاليا، حيث خرج من ربع النهائي. وبعد حصوله على المركز الثاني في موسم 2008–09، تأهل يوفنتوس تلقائيًا للحصول على مكان في مرحلة المجموعات من دوري أبطال أوروبا. في هذه المسابقة الثانوية، خرج يوفنتوس من دور الستة عشر بعد أن انتهت مباراة الإياب بخسارته 4–1 (5–4 في مجموع المباراتين) للمرة الثانية في أوروبا، وهذه المرة في إنجلترا ضد فولهام.